# Mizuma (district)
Mizuma (Japans: 三潴郡, Mizuma-gun) is een district van de prefectuur Fukuoka in Japan.
Op 1 april 2009 had het district een geschatte bevolking van 14.315 inwoners en een bevolkingsdichtheid van 777 inwoners per km². De totale oppervlakte bedraagt 18,43 km².

## Gemeenten
- Oki

Steden:
Asakura · Buzen · Chikugo · Chikushino · Dazaifu · Fukuoka (hoofdstad) · Fukutsu · Iizuka · Itoshima · Kama · Kasuga · Kitakyushu · Koga · Kurume · Miyama · Miyawaka · Munakata · Nakagawa · Nakama · Nogata · Ogori · Okawa · Omuta · Onojo · Tagawa · Ukiha · Yame · Yanagawa · Yukuhashi

Districten:
Asakura · Chikujo · Kaho · Kasuya · Kurate · Mii · Miyako · Mizuma · Onga · Tagawa · Yame
Gemeenten per district